# 삼각산어린이도서관
삼각산어린이도서관은 서울특별시 강북구에 있는 도서관이다. 

## 연혁
- 2017.06.02 삼각산어린이도서관 개관
- 2017.08.01 장난감 자료 서비스 시행

## 시설 현황
- 3층: 아기별자료실, 도서관사무실, 휴게공간, 북카페
- 4층: 꿈자랑자료실, 강의실, 독서테라스, 소통실